# Vrizy
Vrizy – miejscowość i dawna gmina we Francji, w regionie Grand Est, w departamencie Ardeny. 1 stycznia 2016 roku połączono trzy wcześniejsze gminy: Terron-sur-Aisne, Vouziers oraz Vrizy, a siedzibą nowej gminy została miejscowość Vouziers. W 2013 roku populacja Vrizy wynosiła 337 mieszkańców. 